# Single numer jeden w roku 2022 (Korea Południowa)
Circle Digital Chart, znany jako Gaon Digital Chart do swojego rebrandingu w lipcu 2022 roku, to wykres przedstawiający najlepiej radzące sobie single w Korei Południowej. Zarządzany przez krajowe Ministerstwo Kultury, Sportu i Turystyki (MCST), dane są gromadzone przez Korea Music Content Industry Association i publikowane przez Circle Chart. Ranking opiera się na łącznej liczbie pobrań każdego singla, liczbie odtworzeń i wykorzystaniu muzyki w tle. Circle Chart dostarcza cotygodniowych (od niedzieli do soboty), miesięcznych i rocznych list dla tego zestawienia.
Po ogłoszeniu danych dotyczących 27. tygodnia i miesięcznej listy czerwca, Gaon Digital Chart został przemianowany na Circle Digital Chart, zgodnie z rebrandingiem Gaon na Circle.

## Notowanie tygodniowe
| † | Wskazuje najlepiej sprzedający się singiel 2022 roku |

| Data publikacji | Tytuł                                           | Artysta                              | Źródło |
| --------------- | ----------------------------------------------- | ------------------------------------ | ------ |
| 1 stycznia      | "Merry-Go-Round" (회전목마)                     | Sokodomo featuring Zion.T i Wonstein | [ 6 ]  |
| 8 stycznia      | "Winter Sleep" (겨울잠)                         | IU                                   | [ 7 ]  |
| 15 stycznia     | "Drunken Confession" (취중고백)                 | Kim Min-seok                         | [ 8 ]  |
| 22 stycznia     | "Drunken Confession" (취중고백)                 | Kim Min-seok                         | [ 9 ]  |
| 29 stycznia     | "Drunken Confession" (취중고백)                 | Kim Min-seok                         | [ 10 ] |
| 5 lutego        | "Drunken Confession" (취중고백)                 | Kim Min-seok                         | [ 11 ] |
| 12 lutego       | "Drunken Confession" (취중고백)                 | Kim Min-seok                         | [ 12 ] |
| 19 lutego       | "INVU"                                          | Taeyeon                              | [ 13 ] |
| 26 lutego       | "INVU"                                          | Taeyeon                              | [ 14 ] |
| 5 marca         | "INVU"                                          | Taeyeon                              | [ 15 ] |
| 12 marca        | "INVU"                                          | Taeyeon                              | [ 16 ] |
| 19 marca        | Ganadara                                        | Jay Park featuring IU                | [ 17 ] |
| 26 marca        | "Tomboy"                                        | (G)I-dle                             | [ 18 ] |
| 2 kwietnia      | "Tomboy"                                        | (G)I-dle                             | [ 19 ] |
| 9 kwietnia      | "Still Life" (봄여름가을겨울)                   | Big Bang                             | [ 20 ] |
| 16 kwietnia     | "Still Life" (봄여름가을겨울)                   | Big Bang                             | [ 21 ] |
| 23 kwietnia     | "Our Blues, Our Life" (우리들의 블루스)         | Lim Young-woong                      | [ 22 ] |
| 30 kwietnia     | "Still Life" (봄여름가을겨울)                   | BigBang                              | [ 23 ] |
| 7 maja          | "If We Ever Meet Again" (다시 만날 수 있을까)   | Lim Young-woong                      | [ 24 ] |
| 14 maja         | "That That"                                     | Psy featuring Suga                   | [ 25 ] |
| 21 maja         | "That That"                                     | Psy featuring Suga                   | [ 26 ] |
| 28 maja         | "That That"                                     | Psy featuring Suga                   | [ 27 ] |
| 4 czerwca       | "Beatbox"                                       | NCT Dream                            | [ 28 ] |
| 11 czerwca      | "That That"                                     | Psy featuring Suga                   | [ 29 ] |
| 18 czerwca      | "Love Dive" †                                   | Ive                                  | [ 30 ] |
| 25 czerwca      | "Love Dive" †                                   | Ive                                  | [ 31 ] |
| 2 lipca         | "Love Dive" †                                   | Ive                                  | [ 32 ] |
| 9 lipca         | "Love Dive" †                                   | Ive                                  | [ 33 ] |
| 16 lipca        | "At That Moment" (그때 그 순간 그대로 (그그그)) | WSG Wannabe (Gaya-G)                 | [ 34 ] |
| 23 lipca        | "At That Moment" (그때 그 순간 그대로 (그그그)) | WSG Wannabe (Gaya-G)                 | [ 35 ] |
| 30 lipca        | "At That Moment" (그때 그 순간 그대로 (그그그)) | WSG Wannabe (Gaya-G)                 | [ 36 ] |
| 6 sierpnia      | "At That Moment" (그때 그 순간 그대로 (그그그)) | WSG Wannabe (Gaya-G)                 | [ 37 ] |
| 13 sierpnia     | "At That Moment" (그때 그 순간 그대로 (그그그)) | WSG Wannabe (Gaya-G)                 | [ 38 ] |
| 20 sierpnia     | "Attention"                                     | NewJeans                             | [ 39 ] |
| 27 sierpnia     | "Attention"                                     | NewJeans                             | [ 40 ] |
| 3 września      | "After Like (pisoenka IVE)"                     | Ive                                  | [ 41 ] |
| 10 września     | "After Like (pisoenka IVE)"                     | Ive                                  | [ 42 ] |
| 17 września     | "After Like (pisoenka IVE)"                     | Ive                                  | [ 43 ] |
| 24 września     | "After Like (pisoenka IVE)"                     | Ive                                  | [ 44 ] |
| 1 października  | "New Thing" (새삥)                              | Zico featuring Homies                | [ 45 ] |
| 8 października  | "New Thing" (새삥)                              | Zico featuring Homies                | [ 46 ] |
| 15 października | "New Thing" (새삥)                              | Zico featuring Homies                | [ 47 ] |
| 22 października | "New Thing" (새삥)                              | Zico featuring Homies                | [ 48 ] |
| 29 października | "Nxde"                                          | (G)I-dle                             | [ 49 ] |
| 5 listopada     | "Nxde"                                          | (G)I-dle                             | [ 50 ] |
| 12 listopada    | "Event Horizon" (사건의 지평선)                 | Younha                               | [ 51 ] |
| 19 listopada    | "Event Horizon" (사건의 지평선)                 | Younha                               | [ 52 ] |
| 26 listopada    | "Event Horizon" (사건의 지평선)                 | Younha                               | [ 53 ] |
| 3 grudnia       | "Event Horizon" (사건의 지평선)                 | Younha                               | [ 54 ] |
| 10 grudnia      | "Event Horizon" (사건의 지평선)                 | Younha                               | [ 55 ] |
| 17 grudnia      | "Event Horizon" (사건의 지평선)                 | Younha                               | [ 56 ] |
| 3 grudnia       | "Ditto"                                         | NewJeans                             | [ 57 ] |
| 31 grudnia      | "Ditto"                                         | NewJeans                             | [ 58 ] |

## Notowanie miesięczne
| Miesiąc     | Tytuł                                           | Artysta               | Źródło |
| ----------- | ----------------------------------------------- | --------------------- | ------ |
| Styczeń     | "Drunken Confession" (취중고백)                 | Kim Min-seok          | [ 59 ] |
| Luty        | "Drunken Confession" (취중고백)                 | Kim Min-seok          | [ 60 ] |
| Marzec      | "INVU"                                          | Taeyeon               | [ 61 ] |
| Kwiecień    | "Still Life" ("Still Life" (봄여름가을겨울))    | BigBang               | [ 62 ] |
| Maj         | "That That"                                     | Psy featuring Suga    | [ 63 ] |
| Czerwiec    | "Love Dive" †                                   | Ive                   | [ 64 ] |
| Lipciec     | "At That Moment" (그때 그 순간 그대로 (그그그)) | WSG Wannabe (Gaya-G)  | [ 65 ] |
| Sierpień    | "Attention"                                     | NewJeans              | [ 66 ] |
| Wrzesień    | "After Like"                                    | Ive                   | [ 67 ] |
| Październik | "New Thing" (새삥)                              | Zico featuring Homies | [ 68 ] |
| Listopad    | "Event Horizon" (사건의 지평선)                 | Younha                | [ 69 ] |
| Grudzień    | "Event Horizon" (사건의 지평선)                 | Younha                | [ 70 ] |